# Espostoa
Genre
Classification phylogénétique
Espostoa est un genre de la famille des cactus composé de seize espèces. Il est dédié à Nicolas E. Esposto, botaniste péruvien de Lima.
Ce sont des cierges arbustifs ou arborescents couverts d'épines denses et portant souvent des poils ou des cheveux blancs. Seuls les spécimens âgés peuvent se ramifier. Ils sont parfois surnommés "vieil homme péruvien".
À l'état adulte, on voit parfois apparaître un céphalium comme chez le genre mexicain Cephalocereus.
On les trouve du Pérou à l'Équateur jusqu'à 2 400 m d'altitude. Ils prospèrent dans les vallées montagneuses sèches de climat semi-désertique.
Ils ont été découverts par Alexander von Humboldt et Aimé Bonpland au début du XIXe siècle.
Les Espostoa sont appréciés pour leurs qualités décoratives dues à leur toison blanche. Ils peuvent être reproduits par semis.
Mais pour pleinement se développer, ils doivent être en pleine terre. Les spécimens cultivés ne fleurissent que très rarement (fleurs rose pâle).
Comme toutes les Cactaceae, Espostoa requiert des emplacements ensoleillés et les sols bien drainés. Mais en été, il apprécie des apports d'engrais et une terre humide. En hiver, il a besoin d'un repos, mais la température ne doit pas descendre en dessous de 12 °C.

## Taxonomie

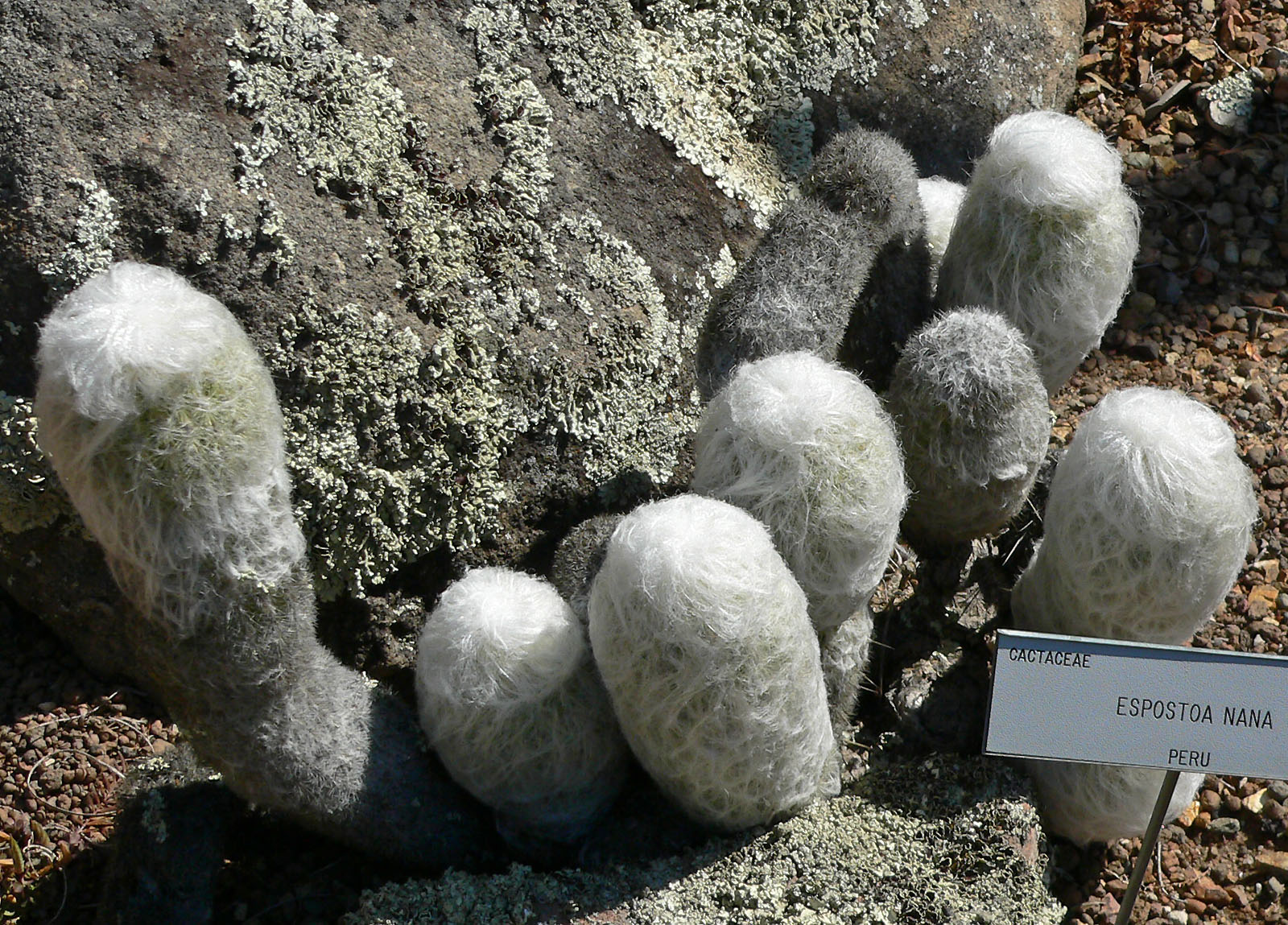
Espostoa nana.

### Liste d'espèces
- Espostoa lanata Britton & Rose - Parfois surnommée "vieil homme péruvien", c'est l'espèce la plus répandue. Type arborescent pouvant atteindre 5 m de hauteur dans la nature et 1 m en culture. Tronc de 5 à 12 cm de diamètre, comportant 20 à 25 côtes aplaties masquées par les tissus laineux. La couverture blanche est due à de longues mèches retombantes. Les aiguillons centraux acérés arrivent à la longue à traverser la laine et atteindre 3 cm de long. Les plantes âgées présentent un céphalium latéral d'où sortent des fleurs nocturnes blanches à l'extérieur rouge.
- Espostoa baumannii
- Espostoa blossfeldiorum
- Espostoa calva
- Espostoa frutescens
- Espostoa guentheri
- Espostoa huanucoensis
- Espostoa hylaea
- Espostoa lanianuligera
- Espostoa melanostele
- Espostoa mirabilis
- Espostoa nana F.Ritter de petite taille comme le nom l'indique
- Espostoa ritteri
- Espostoa ruficeps
- Espostoa senilis
- Espostoa superba

### Synonymes
Les genres ou espèces suivantes ont été inclus dans le genre Espostoa : 
- Binghamia Britton & Rose
- Pseudoespostoa Backeb.
- Thrixanthocereus Backeb.
- Vatricania Backeb.
- Pilocereus dautwitzii